# Силий Италик
Тибе́рий Ка́тий Аско́ний Си́лий Ита́лик (лат. Tiberius Catius Asconius Silius Italicus; родился в 25/26 году, Римская империя — умер после 101 года, Кампания, Римская империя) — древнеримский политик и поэт эпического жанра, ординарный консул 68 года. Автор «Пуники» — крупнейшей эпической поэмы о 2-й Пунической войне.

## Биография

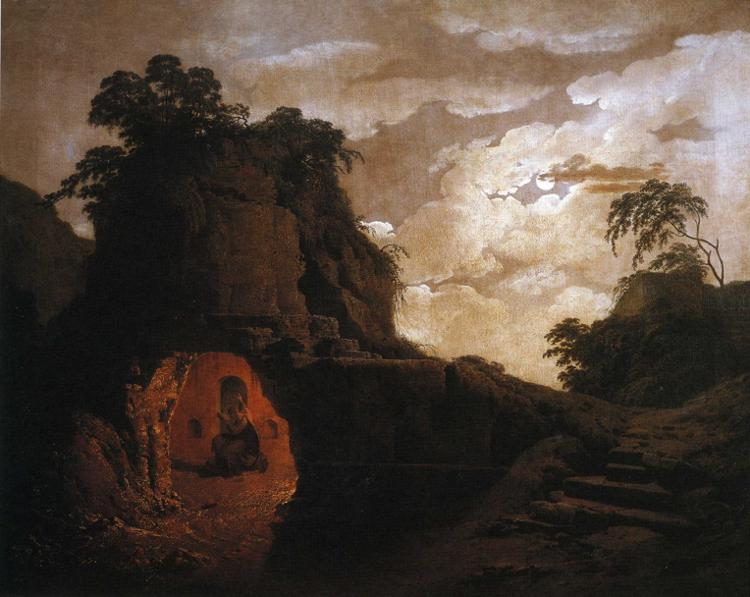
Джозеф Райт. Могила Вергилия с фигурой Силия Италика

Точное место рождения Силия не известно. Хотя его когномен Italicus дал повод учёным эпохи Возрождения предполагать, что он происходил из города Италика в Испании (в частности, так утверждал Родриго Каро в своей оде), однако прилагательное, обозначавшее людей из этого города, звучало по-латыни Italicensis; кроме того, в этом случае непонятно, почему Марциал не включил его в список знаменитостей родом из Испании первой половины I века. Некоторые учёные предполагают, что когномен Италик означал члена корпорации Италиков, которая существовала на Сицилии и в ряде других регионов Рима.
В молодости Силий был знаменитым судебным оратором. Тем не менее, он был весьма осторожным политиком, и не имел достаточных способностей или амбиций, чтобы противостоять беззаконным репрессиям своего времени. В годы правления Нерона Силий участвовал в организованных Нероном судебных фарсах, выступая против жертв императора. Занял должность консула в год смерти Нерона (68), и согласно Тациту, был одним из двух свидетелей совещаний между Вителлием и Флавием Сабином, старшим братом Веспасиана, когда восточные легионы продвигались к Риму.
Жизнь Силия в этот период хорошо описал Плиний Младший. Силий был другом и сторонником Вителлия, но несмотря на это, Веспасиан не относился к нему враждебно. Силий прославился как умелый администратор в должности проконсула Азии (77 год), чем в глазах современников загладил свою плохую репутацию, заслуженную при Нероне. Вёл скромный образ жизни, поэтому в годы правления династии Флавиев не вызывал гнева властей.
Одно время жил в Риме, однако в связи с преклонным возрастом, покинул город и переехал в Кампанию.
Страдая от неизлечимой опухоли, не принимал пищу, доведя себя до голодной смерти и сохраняя весёлое настроение до конца. Скончался в своем поместье под Неаполем в возрасте 75 лет.

## Потомки
У Силия Италика в браке с неизвестной женщиной было двое сыновей: старший сын в 94 году стал консулом-суффектом, а младший, Север, скончался ещё при жизни отца.

## Сочинения
Его крупное произведение, поэма Punica, содержит только два пассажа, связанные с Флавиями; в обоих Домициан прославляется как воин, и в одном из них фигурирует как певец, чья лира — сладкозвучнее, чем у самого Орфея.
Силий был великим учёным, покровителем литературы и искусства, и страстным коллекционером. Он почитал двух великих римлян прошлого, Цицерона и Вергилия, и смог приобрести их владения в Тускулуме и Неаполе. Последние годы его жизни Силий провёл на побережье Кампаньи, где постоянно навещал могилу Вергилия, чтобы воздать ему почести.
Он старался, насколько мог, подражать жизни двух этих великих деятелей: как Вергилий, он сочинял эпические поэмы, и как Цицерон, устраивал с друзьями дискуссии по философским вопросам. Среди этих друзей был Эпиктет, который считал его одним из крупнейших римских философов своего времени, и
Луций Анней Корнут, стоик, ритор и грамматик, который посвятил Силию комментарий Вергилия. По своим философским взглядам Силий был стоиком, и его самоубийство было проявлением верности взглядам стоической школы.

## Издания и переводы
Латинский текст:
- PUNICA, en thelatinlibrary.com (en latín)

Переводы:
- В серии «Loeb classical library» двухтомное издание «Punica» (латинский текст с английским переводом, № 277—278): Vol. I. Books I—VIII; Vol. II. Books IX—XVII
- В серии «Collection Budé» поэма издана в 4 тт.
- Сведения о Скифии и Кавказе (отрывки). // ВДИ. 1949. № 2. — С. 317—319.
- Силий Италик. Пуника (поэма о Второй Пунической войне). Книга I. / Пер. учеников школы № 1199 под общ. ред. А. В. Подосинова. — М.: Импэто. 2009. — 88 с. — ISBN 9785716102019.